# مانويل لوسينا ميدينا
مانويل لوسينا ميدينا (بالإسبانية: Manuel Lucena)‏ (18 نوفمبر 1982 بغرناطة في إسبانيا - ) هو لاعب كرة قدم إسباني في مركز الدفاع. لعب مع ريال سبورتينغ خيخون ونادي غرناطة ونادي ميرانديس وMarino de Luanco ‏ وArenas CD ‏.

## روابط خارجية
- مانويل لوسينا ميدينا على موقع قاعدة بيانات كرة القدم.إي يو (الإنجليزية)
- مانويل لوسينا ميدينا على موقع Soccerway.com (الإنجليزية)
- مانويل لوسينا ميدينا على موقع عالم كرة القدم.نت (الإنجليزية)
- مانويل لوسينا ميدينا على موقع AS.com (الإسبانية)